# Guadalupià
| Període                                       | Època        | Estatge      | Edat (Ma)     |
| --------------------------------------------- | ------------ | ------------ | ------------- |
| Triàsic                                       | Inferior     | Indià        | més recent    |
| Permià                                        | Lopingià     | Changxingià  | 254,14 ± 0,07 |
| Permià                                        | Lopingià     | Wuchiapingià | 259,1 ± 0,5   |
| Permià                                        | Guadalupià   | Capitanià    | 265,1 ± 0,4   |
| Permià                                        | Guadalupià   | Wordià       | 268,8 ± 0,5   |
| Permià                                        | Guadalupià   | Roadià       | 272,95 ± 0,11 |
| Permià                                        | Cisuralià    | Kungurià     | 283,5 ± 0,6   |
| Permià                                        | Cisuralià    | Artinskià    | 290,1 ± 0,26  |
| Permià                                        | Cisuralià    | Sakmarià     | 293,52 ± 0,17 |
| Permià                                        | Cisuralià    | Asselià      | 298,9 ± 0,15  |
| Carbonífer                                    | Pennsylvanià | Gjelià       | més antic     |
| Subdivisió del sistema permià segons la IUGS. |              |              |               |

El Guadalupià és la segona de les tres sèries o èpoques que formen el Permià. Segueix el Cisuralià i precedeix el Lopingià. Cobreix el temps entre fa 272,95 ± 0,11 milions d'anys i fa 259,51 ± 0,21 milions d'anys. Aquesta sèrie fou testimoni del sorgiment dels teràpsids, una extinció menor coneguda com a extinció d'Olson i una extinció massiva coneguda com a extinció del Capitanià superior. El Guadalupià fou anomenat en referència a la Serralada de Guadalupe (Estats Units) i anteriorment era conegut com a Permià mitjà.